# Zielony dom
Zielony dom (hiszp. La Casa Verde) – powieść współczesnego peruwiańskiego pisarza Mario Vargasa Llosy. Została wydana w roku 1966. W Polsce pierwsze wydanie ukazało się w roku 1975 w przekładzie Carlosa Marrodana Casasa.